# Iphöfer Stadtwald

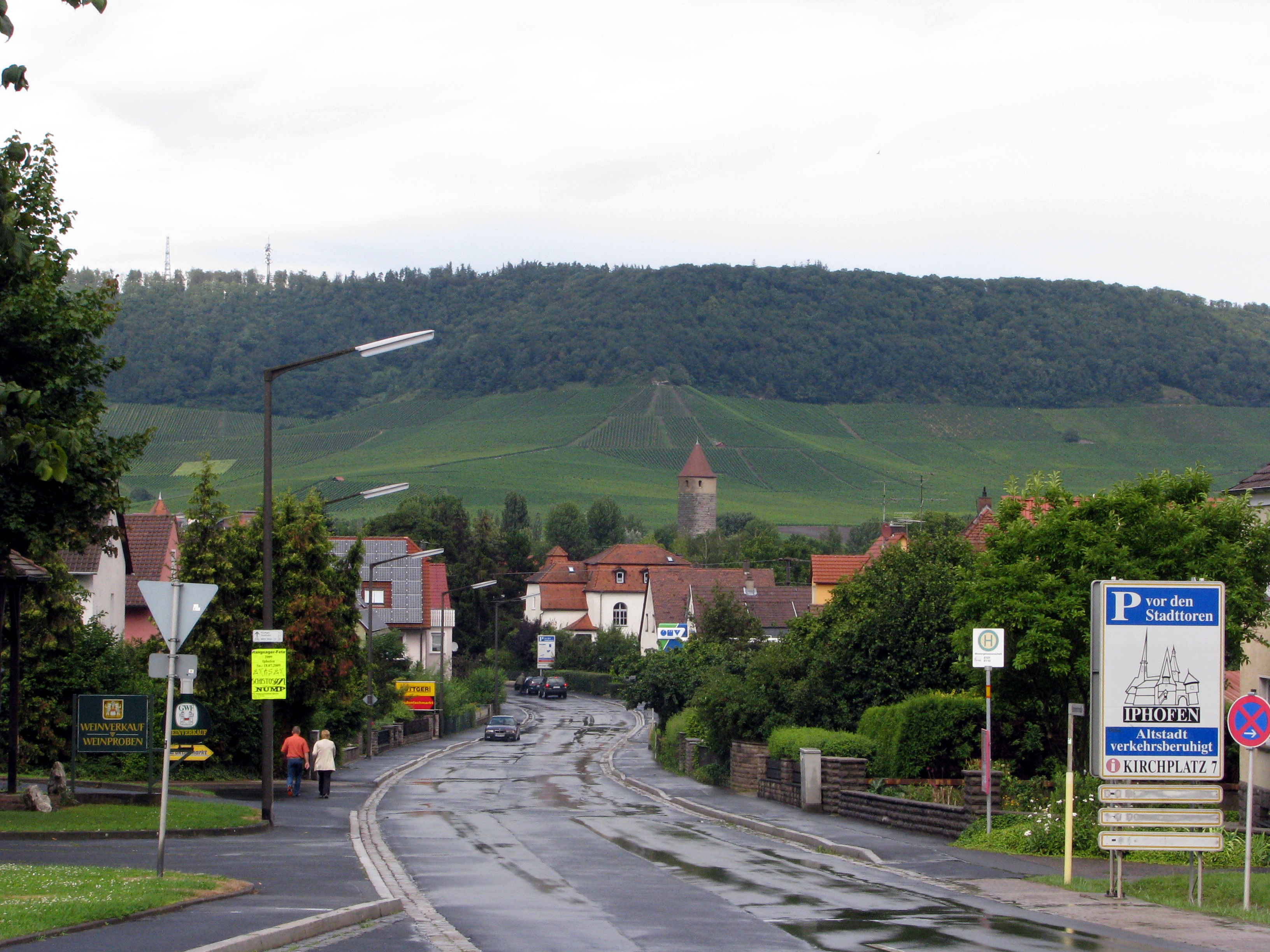
Die Ortseinfahrt von Iphofen mit dem oberhalb der Weinberge beginnenden Stadtwald, 2009

Der Iphöfer Stadtwald (eigentlich Alter Stadtwald Iphofen) ist ein ausgedehntes Waldgebiet in der Gemarkung von Iphofen, dem Hauptort der gleichnamigen Gemeinde im unterfränkischen Landkreis Kitzingen. Der Wald liegt im westlichen Teil des Mittelgebirges Steigerwald und weist eine rechtliche Verbindung mit der namensgebenden Stadt auf, die bereits auf das Spätmittelalter zurückgeht. Im Zuge der Gemeindegebietsreform in Bayern verdoppelte sich die Waldfläche durch Eingemeindungen und es entstand der sogenannte Neue Stadtwald Iphofen. Naturräumlich bilden die beiden Teile keine Einheit.

## Lage
Der Iphöfer Stadtwald im engeren Sinne gehört zu den größeren Waldgebieten im Westen des Mittelgebirges Steigerwald. Naturräumlich liegt der Wald zu großen Teilen im Westlichen Steigerwald. Lediglich die Areale, die unterhalb des Berganstiegs des  Schwanbergs verortet sind, werden dem Schwanbergvorland im Steigerwaldvorland zugeordnet. Der Wald liegt östlich der besiedelten Fläche von Iphofen in der gleichnamigen Gemarkung. Aufgrund der Größe des Waldgebiets wurde das etwa 1.113 Hektar große Areal in zwei Seiten geteilt, die auf die historische Zugehörigkeit der Jagdgerechtigkeit anspielen. Der Norden und damit der Abschnitt, der aus mehr Bergwäldern besteht, wird die Casteller Seite genannt, während der Süden unter dem Namen Speckfelder Seite firmiert. Der Wald ist insbesondere im Norden Teil einer größeren, von Wald eingenommenen Fläche, die lediglich aufgrund ihrer Lage innerhalb der Iphöfer Gemarkung und die rechtliche Zugehörigkeit Iphöfer Stadtwald genannt wird. Durch die Eingemeindungen vergrößerte sich die Waldfläche auf circa 2.242 Hektar (1999).
Die nordwestliche Begrenzung des Iphöfer Stadtwaldes, der hier auf dem aus dem Steigerwald herausragenden Schwanbergmassivs aufliegt, bildet die Gemarkung Schwanberg der Gemeinde Rödelsee. Die zugeordneten Waldabteilungen dieses Abschnitts heißen (von West nach Ost) Steinweg, Sonnenwand, Schwanberg, Kirchberglein, Kniebrecher und Winterklause. Im Norden grenzt das Gebiet an die Gemarkung von Wiesenbronn. Zu nennen sind hier die Abteilungen Kugelspiel und Sattlersrangen. Diesem schließt sich im Nordosten ein Gebiet an, das an den Casteller Gemeindeteil Wüstenfelden grenzt. Es handelt sich um die Waldabteilungen Wolfsberg, Schellenberg, Binsenschlag, Stockwiese und Roßberg, die teilweise zugleich auch Erhebungen des Steigerwalds entsprechen. Die Gemarkung des Iphöfer Stadtteils Birklingen ist auf drei Seiten vom Iphöfer Stadtwald umgeben. Der südliche Teil des Waldes grenzt an das Gebiet der Marktgemeinde Einersheim. Es handelt sich um die Waldabteilungen Buchen, Tannenwäldchen, Dachsbaue, Kalbberg, Vogelsangberg und Reichertsholz. Der Wald geht hier ohne erkennbare Grenzziehung in das Naturschutzgebiet Schloßbergsattel bei Markt Einersheim über, das vollständig auf Einersheimer Gemarkung liegt.
Der östliche Teil des Waldgebietes wird in Nord-südlicher Richtung von der Bundesstraße 286 durchzogen. Von besonderer historischer Bedeutung ist die heute als Kreisstraße KT 19 ausgebaute Ortsverbindung zwischen Iphofen und Birklingen, die als Wallfahrtsweg einige Bau- und Naturdenkmäler aufweist. Sie trennt die beiden Waldseiten in Nord-westlicher Richtung. Im östlichen Teil des Waldes entspringt der Wehrbach, der als Zufluss des Sickersbachs letztendlich dem Main zustrebt. Der westliche Waldteil wird vom Bibart beherrscht, der hier ebenfalls entspringt. Er ist dem Flusssystem Aisch zugeordnet.
Die Gebiete des durch die Gemeindegebietsreform vergrößerten Neuen Stadtwaldes ziehen sich in einem von Norden nach Südwesten ziehenden Bogen entlang der ebenfalls dem Steigerwaldvorland zugeordneten Hellmitzheimer Bucht. Er wird durch einige Verkehrstrassen in mehrere größere Abschnitte geteilt. Nördlich der Bundesstraße 8 sind die Waldabteilungen Kesselholz, Mönchshütte, Schnackenbacherholz, Fräuleinsholz und Wespengraben um den Bruckhof und den Seehof zu finden. Zwischen der Bundesstraße und der Bahnstrecke Würzburg-Fürth liegt das Mönchsondheimerholz. Nördlich der Kreisstraße KT 3 liegt das Dornlaub, während südlich davon ein breiter Waldstreifen mit den Abteilungen (von West nach Ost) Eichenwald, Hart, Am Forstweg, Kreuterschlag, Vogelherd, Hollbeerschlag, Limpurger Forst, Hirschhorn und Dornmaas zu finden ist.

## Geschichte

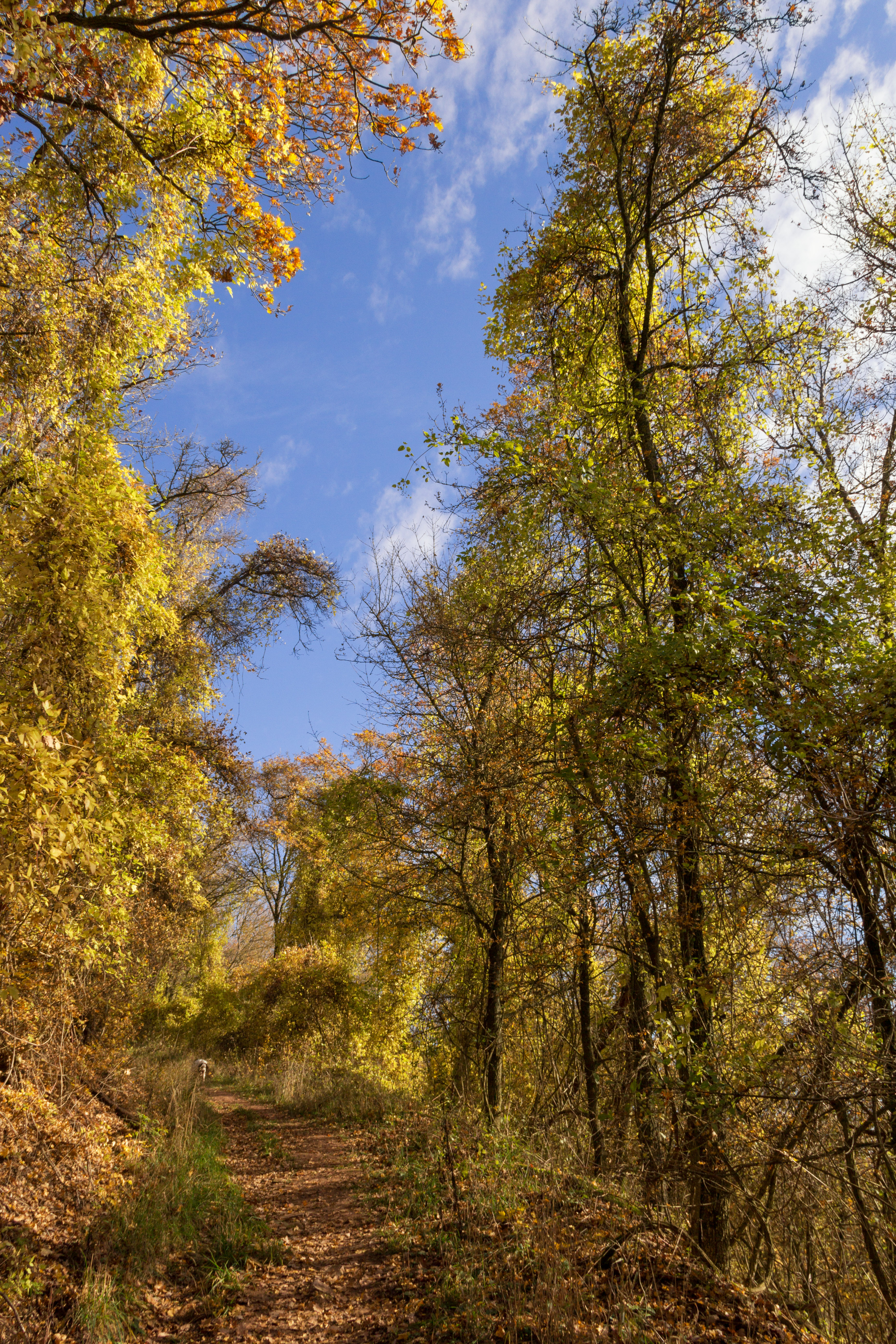
Der Iphöfer Stadtwald in der Abteilung Steinweg am Gipfel des Schwanbergs

Die Vergabe von Wäldern an einzelne Gemeinden und damit die auch namentlich Trennung einzelner, miteinander verbundener Waldgebiete, erfolgte in den Mittelgebirgen bis ins 13. Jahrhundert. Eventuell verweist hierauf eine in Iphofen erzählte Sage, die auf das Jahr 1325 datiert. Einst verirrte sich eine Gräfin Castell während des Winters im Steigerwald. Als die Nacht einbrach, war sie in Angst, weil es sehr kalt war. Glücklicherweise ertönte da aus der Richtung der Stadt Iphofen eine Glocke. Als sie dem Geräusch der Glocke folgte, fand sie aus dem Wald heraus und kam zur Stadt. Aus Dankbarkeit für ihre Rettung schenkte die Gräfin daraufhin der Gemeinde den Wald, in dem sie sich verirrt hatte.
Erstmals urkundlich erwähnt wurde der Iphöfer Wald in einer Urkunde aus dem Jahr 1464. Es handelt sich um die Gründungsurkunde des Klosters Birklingen. So sollte darin das Dorf Birklingen vom Iphöfer Bürgerspital an die Neugründung verkauft werden. Allerdings sollte den Iphöfern „an iren Welden, Holtzern und Margkung keine Irrunge oder Eintragk“ geschehen. Explizit wurde darauf hingewiesen, dass die Birklinger Mönche keinen Einfluss auf den Wald oder auf einzelne Abteilungen im Waldinneren haben sollen. Zuletzt wurde in der Urkunde auch auf die anstehende Versteinung der Grenzen zwischen Kloster und Stadt hingewiesen. 1482 kam es zu einem Grenzstreit zwischen den Iphöfern und Graf Friedrich zu Castell, die die Waldabteilung Rossberg betraf. Der Würzburger Fürstbischof Rudolf von Scherenberg, der als Schiedsrichter angerufen wurde, entschied dabei zugunsten der Stadt.
Auch in den folgenden Jahrhunderten kam es immer wieder zu Auseinandersetzungen um einzelne Bestandteile des Stadtwaldes, die zumeist juristischen ausgetragen wurden. 1529 kam es zu einem Konflikt zwischen der Stadt Iphofen und der Gemeinde Wüstenfelden, der den sogenannten Schellenberg zum Thema hatte und bereits in den Jahrzehnten zuvor schwelte. Der fragliche Waldteil wurde unter den streitenden Parteien aufgeteilt. Im Jahr 1523 erhielt die Stadt einen weiteren Waldabschnitt in der Nähe des Schwanbergs zugesprochen, der von den Herren von Wenkheim beansprucht worden war. Ein Waldstreit zwischen Iphofen und Wiesenbronn, der die Waldabteilungen Geiernester, Sattlersrangen und Kugelspiel betraf, dauerte fast 100 Jahre und wurde wiederum zugunsten der Stadt entschieden.
Die Jagd auf Rotwild, Wildschweine und Rehe im Stadtwald war im 16. Jahrhundert an die Grafen von Castell und die Schenken von Limpurg übergegangen, die Iphöfer Bürger durften die Jagd nach Niederwild gehen. Es gelang der Stadt allerdings bis 1573 auch die hohe Jagd zu übernehmen. Hierzu wurde eventuell auch ein Wildgraben eingerichtet. Im Jahr 1584 wurde der Iphöfer Stadtwald erstmals in seiner Fläche fassbar. Im Iphöfer Amtssalbuch werden etwa 1.100 Hektar Waldes nachgewiesen, die sich auf Hoch- und Niederwaldflächen verteilten. Die hier beschriebenen Waldgrenzen sind bis ins 20. Jahrhundert nahezu unverändert geblieben, da die Quellen keine weiteren Rechtsstreite über das Iphöfer Waldgebiet mehr überliefern. So wurde im Jahr 1814 die Waldgröße mit 1.061 Hektar und 1825 mit 1.075 Hektar angegeben.
Im Zuge der Gemeindegebietsreform in Bayern vergrößerte sich in den 1970er Jahren die Fläche des unter dem Namen Iphöfer Stadtwald firmierenden Forstes insbesondere durch weiter im Süden gelegene Areale in den Gemarkungen Birklingen, Dornheim, Hellmitzheim, Limpurgerforst, Mönchsondheim, Nenzenheim und Possenheim. Obwohl die hinzugewonnenen Gebiete vom Iphöfer Forstamt in der Bahnhofstraße 24 forstlich mitverwaltet werden, sind sie nicht mit dem älteren Stadtwald verbunden, sodass im alltäglichen Sprachgebrauch zumeist das ältere Stadtwaldareal als Iphöfer Stadtwald angesprochen wird. Die neu hinzugewonnenen Gebiete blieben dagegen oftmals namentlich eng mit den Gemeindeteilen verbunden (Beispiel: „Dornheimer Wald“).

## Geologie, Flora
Das Landschaftsbild des Steigerwaldes ist von den Schichtstufen des Keupers geprägt. Dabei wird das Bergmassiv, auf dem der Wald aufliegt, vom schichtenreichen Mittleren Keuper gebildet. Hier fehlt der obere Keuper ebenso, wie die beiden obersten Schichten des Mittleren Keupers. Der Wald ist von einem hohen Wechsel an Bodentypen geprägt. Der Unter- und Mittelhang der Berge des Steigerwalds, also vor allem die südlichen Waldabschnitte sind von Myophorien- und Estherienschichten dominiert. Darüber stehen Schilfsandsteinschichten an, die aufgrund des hohen Tongehalts der Böden zu Braunerden verwittern. Der äußerste Westen des Areals entlang des Schwanbergs wird dagegen vom Blasensandstein beherrscht.
Der Iphöfer Stadtwald ist nach der forstlichen Wuchsgebietsgliederung Bayerns dem Wuchsgebiet 5 Fränkischer Keuper und Albvorland und hier dem Wuchsbezirk 5.2 Steigerwald zugeordnet. Die potentielle natürliche Vegetation ohne Einfluss des Menschen würde auf dem größten Teil der Fläche eine Reine-Labkraut-Eichen-Hainbuchenwald-Gemeinschaft (Galio-Carpinetum typicum) hervorbringen, wobei es sich um die sogenannte Nordbayernrasse handelt. Innerhalb dieser Waldgesellschaft ist der Speierling hervorzuheben, der sich heute im Stadtwald mit einigen Individuen erhalten hat. Die höhergelegenen Areale des Stadtwaldes sind mit der potentiellen natürlichen des Hainsimsenwaldes (Luzulo-Fagetum) in Formen des Hügellandes versehen.
Große Teile des Waldes werden seit Jahrhunderten von Menschen bewirtschaftet. Zwei Wirtschaftsformen haben sich hierdurch herausgebildet, die auch anhand des Baumbestandes ablesbar ist. So waren in den 1980er Jahren circa 424 Hektar mit Hochwald bestockt, während etwa 689 Hektar von Mittelwald eingenommen wurden. Diese Art des Wirtschaftens, in der das Unterholz in einem Rhythmus von circa 30 Jahren ausgedünnt wurde, wird heute noch beibehalten. Dies hängt damit zusammen, dass Teile des Waldes noch heute im Eigentum von Rechtlergemeinschaften sind, daneben dürfen auch Iphöfer Bürger, die innerhalb der Stadtmauer wohnen, eine sogenannte Laube als Mittelwald bewirtschaften. Über den historischen Mittelwald informiert das Mittelwald-Informationspavillon bei der Bildeiche, daneben existiert auch ein Naturerlebnisweg in diesem Areal.
Inmitten des Iphöfer Stadtwaldes befinden sich noch heute die sogenannten Holzwiesen, die im 16. Jahrhundert als Rodungsinseln entstanden. Diese erstrecken sich im Norden und Süden der Straße Iphofen–Birklingen und reichen weit in den Wald hinein. Im Jahr 1999 wurde die Fläche dieser Wiesen mit etwa 92 Hektar angegeben. Die heute als Biotope geschützte Wiesen, die eine hohe Artenvielfalt aufweisen, waren eng mit einzelnen Höfen innerhalb der Stadt Iphofen verbunden, deren Eigentümer auch für die Offenhaltung der Wiesen inmitten des Waldes zuständig waren. Heute sind diese Areale nicht mehr Teil des Iphöfer Stadtwaldes und werden von Privatpersonen bewirtschaftet.

## Schutzgebiete

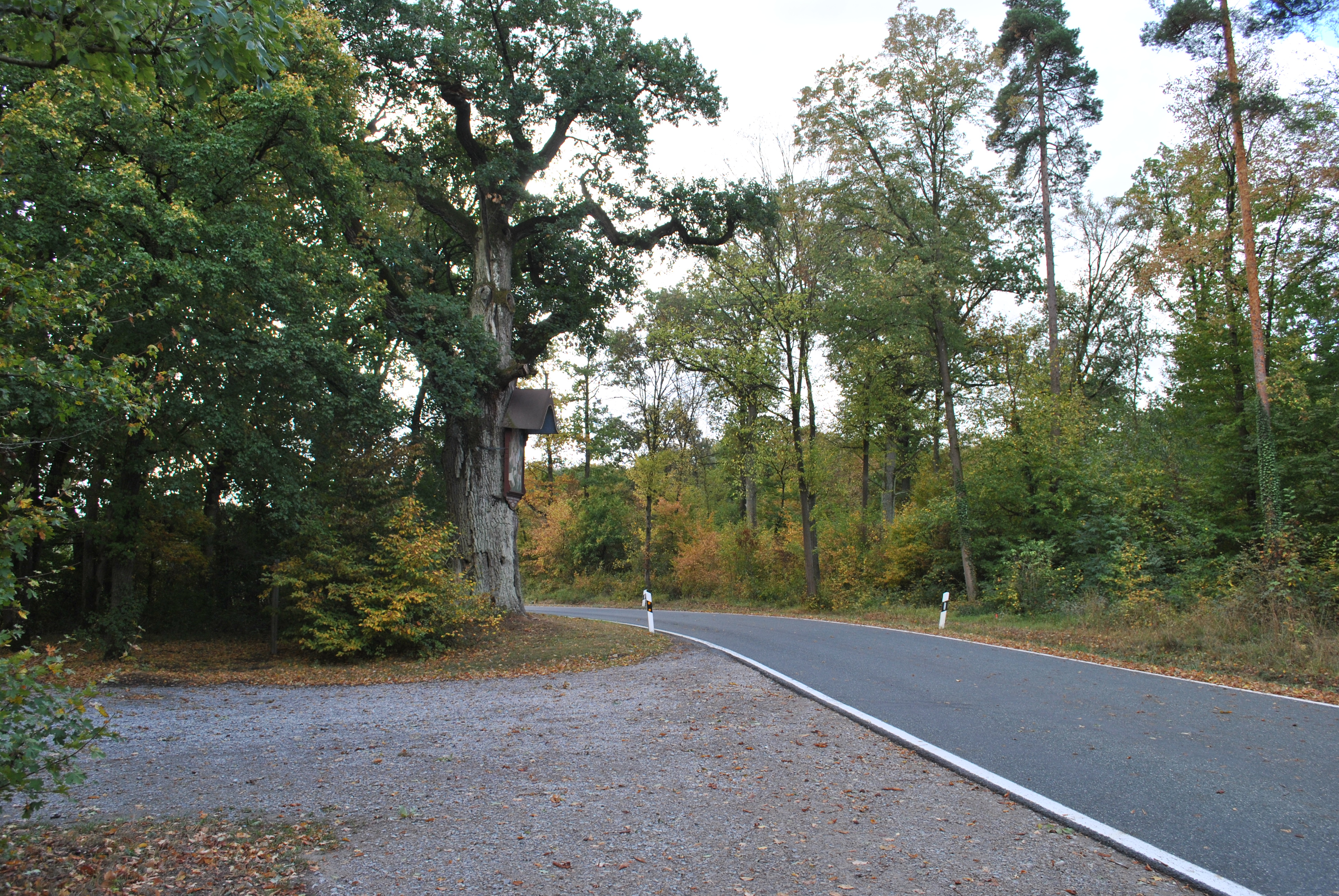
Das Naturdenkmal Bildeiche und die Kreisstraße KT 19 im Iphöfer Stadtwald

Der Iphöfer Stadtwald hat Anteil an einer Vielzahl an Schutzgebieten, die von den Naturschutzbehörden eingerichtet wurden. Das gesamte Areal ist Teil des Naturparks Steigerwald, des gleichnamigen Landschaftsschutzgebiets des Fauna-Flora-Habitats Vorderer Steigerwald mit Schwanberg und des Vogelschutzgebiets Südlicher Steigerwald.
| Darüber hinaus sind folgende Gebiete im Inneren des Alten Stadtwaldes vermerkt: - Biotope des Flachlandes (unter anderem Waldwiesen und Quellteiche in der Nähe des Bibartursprungs) - Naturschutzgebiet Halbtrockenrasen am Schwanberg - Naturdenkmal Bildeiche | Die Gebiete des Neuen Stadtwaldes weisen folgende Schutzgebiete auf: - Biotope des Flachlandes (unter anderem Waldwiesen, Magerrasenkomplexe) - Naturschutzgebiet Naturwaldreservat Wolfsee - mehrere Naturwälder - Naturdenkmal Erlen im Limpurgerforst |

## Kultur und Sehenswürdigkeiten
In den Waldabteilungen des Iphöfer Stadtwaldes befinden sich eine Vielzahl an archäologischen und kulturhistorischen Objekten. So sind im nördlichen Teil des Alten Stadtwaldes mehrere Bodendenkmäler zu finden. Entlang der Bibart wurde ein Pingenfeld vor- und frühgeschichtlicher oder mittelalterlicher Zeitstellung unter Schutz gestellt. Ebenso sind hier mehrere Bestattungsplätze ausgemacht worden. Mit dem mittelalterlichen Burgstall Steinbürg findet sich im Inneren des Limpurger Forstes im Süden des Neuen Stadtwaldes eine aufgegebene Höhenburg, von der sich nur noch zwei Gräben erhalten haben. Die herrschaftliche Zugehörigkeit dieses Waldabschnitts zu den Herren vom Limpurg wird auch durch das heute noch als Iphöfer Gemeindeteil fungierende Forsthaus verdeutlicht.
Die ausgedehnten Waldungen waren zum Teil im Mittelalter besiedelt. Hierauf verweisen mehrere Wüstungsstellen im Inneren der Forste. Besondere Bedeutung hat der Wüstungskomplex Schnackenbach im gleichnamigen Waldabschnitt für die historische Nutzung des Areals. Erstmals erwähnt wurde der Ort erst im 18. Jahrhundert, zuvor war hier wohl die sogenannte Mönchshütte zu finden. Vor 1723 erwähnte eine Karte das sogenannte „Fallhaus“. Hier war die Henkerswohnung der Zent Hellmitzheim untergebracht. Im Jahr 1727 nannte man bei der Neuversteinung der Enzlarer Gemarkung auch den „Unterschnackenbacher See“ und die „Schnackenbacher Markung“. 1791 tauchte die „Fallmeisterey“ neuerlich auf. Im Jahr 1809 war das Gebäude abgerissen und der Waldhof bildet heute den einzigen Überrest der Ansiedlung. Im Alten Stadtwald ist die Wüstung Poppenhof zu finden.